# Gonomyia poliocephala
Gonomyia poliocephala là một loài ruồi trong họ Limoniidae. Chúng phân bố ở miền Tân bắc.